# Der Dummkopf
Der Dummkopf ist ein 1920 gedrehtes, deutsches Stummfilmlustspiel. Unter der Regie von Lupu Pick spielte Paul Heidemann die Titelrolle.

## Handlung
Deutschland, Mitte des 19. Jahrhunderts. Amadäus Beck ist ein zauseliger, alter Mann, den seine Verwandtschaft dennoch, wenngleich nur aus einem einzigen Grunde, über alles liebt: denn er hat Geld, sehr viel sogar. Und daher kann es die habgierige Verwandtschaft, darunter mehrere Großneffen, gar nicht erwarten, dass der muntere Greis endlich das Zeitliche segnet. Einzig Großneffe Justus Haeberlin, ein ebenso armer wie gutmütiger Tropf, der ein mäßiges Auskommen mit seinem Einkommen als Versicherungsangestellter hat, scheint sich so gar nicht für die Millionen des misstrauischen, alten Geizkragen zu interessieren. Er ist ein freundlicher Idealist, herzensgut, aber auch wenig einfältig und wird, wegen seines Glaubens an das Gute im Menschen, von der eigenen Verwandtschaft als riesengroßer Dummkopf angesehen. Großonkel Amadäus ist dies egal, ihn beeindruckt lediglich die nur bei Justus nicht auszumachende Raffgier und setzt daher den bescheidenen Jüngling als den Alleinerben seines Vermögens ein.
Die Verwandten sind entsetzt. Dann stirbt der Alte tatsächlich, und Justus weiß mit dem Erbe zunächst nichts anzufangen. Schließlich sieht er die nach seinem Geld lechzende Verwandtschaft und entscheidet sich in seiner Herzensgüte, all die verwandten Bittsteller, die ihm nunmehr die Tür einlaufen, großzügig zu beschenken. Bald ist Justus genauso arm wie zuvor. Doch jetzt zeigen die „lieben“ Verwandten ihr wahres Gesicht: nicht nur, dass sie ihn ausgeplündert haben, sie erklären ihn nun endgültig zu einem Dummkopf, der im Oberstübchen nicht ganz klar sein müsse, und weisen ihn in eine Irrenanstalt ein. Doch gerade hier, am vermeintlichen Tiefpunkt seines Lebens, soll dem Tor aus reinem Herzen endlich auch das Glück begegnen: Und zwar in Gestalt einer Amerikanerin, die sich nicht nur in ihn verliebt, sondern auch noch aus der Anstalt befreit. Mit ihrer Hilfe gelangt Justus Haeberlin auch wieder in den Besitz seines leichtsinnig verschenkten Erbes.

## Produktionsnotizen
Der Dummkopf entstand 1920 im Berliner Rex-Film-Atelier in der Müllerstraße, Ecke Sellerstraße. Der Sechsakter mit einer Länge von 2495 Metern passierte die Filmzensur am 22. Dezember 1920 und wurde für die Jugend freigegeben. Die Uraufführung erfolgte am 7. Januar 1921 im Tauentzienpalast.
Die Filmbauten stammen aus der Hand von Willi A. Herrmann und Friedrich Winkler-Tannenberg.
Oskar Kalbus’ Vom Werden deutscher Filmkunst schrieb: „Lupu Pick ist ein Regisseur, der die Zurückhaltung liebt und stets wenig Wesens von sich gemacht hat. Ihm verdanken wir die Verfilmung von Fuldas Bühnenwerk ‚Der Dummkopf‘ (1921) — ein Kabinettstück der Filmkunst. Paul Heidemann spielte in diesem Film den ins Biedermeier versetzten, seelenguten Idealisten.“

## Kritik
Paimann’s Filmlisten kam zum Urteil: „Stoff äußerst feinsinnig, Spiel, Szenerie und Photos ausgezeichnet. Ein Exclusiv-Bild (Für feines Publikum).“